# Buche (Heraldik)

Komplette Buche mit umfangreichem Geäst: Wappen von Hagenbach

Die Buche ist in der Heraldik eine gemeine Figur und eignet sich für redende Wappen. 
Die Buche als Baum erscheint im Wappen in verschiedenen Formen. Die Gattung/Art der Buche ist unbedeutend, da man sich auf die Rotbuche (Fagus sylvatica) als gut darstellbare Wappenfigur beschränkt. Unbelaubt und auch als ausgerissener Baum ist die Baumart schwierig zu bestimmen. Eine weitere Darstellung im Wappen ist die volle Baumkrone mit glattem Stamm oder nur ein Baumstamm mit Astgerüst und mit zählbaren übertrieben großen Blättern daran. Alle heraldischen Farben sind möglich, aber Grün und die heraldischen Metalle Gold und Silber haben den Vorzug.
Teile der Buche, wie das Buchenblatt, der Buchenzweig oder die Frucht (Buchecker) bereichern die Heraldik, gehören aber auch erst zu den neueren Wappenfiguren.

In Silber eine bewurzelte grüne Buche, belegt mit einem goldenen Schild, darin ein abgerissener, rotbewehrter schwarzer Adlerkopf (Ahrensbök)
„In von Gold und Blau gespaltenem Schild zwei Buchenblätter mit bis zum unteren Schildrand durchgehenden gekreuzten Stielen in verwechselten Farben.“ (Buch am Erlbach)
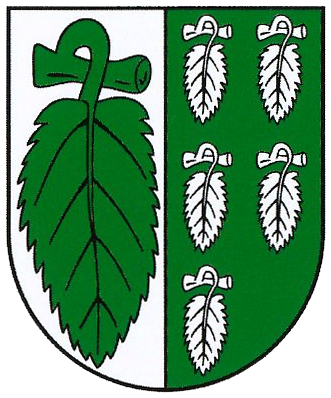
„Gespalten von Silber und Grün; vorn ein gestürztes grünes Buchenblatt aus einem querliegenden Zweig wachsend, hinten fünf gestürzte silberne Buchenblätter, ebenfalls aus einem querliegenden Zweig wachsend.“ (Bucha)
Auf einem Dreiberg wachsen zwei Zweige am Stammgrund einer grüne Buche. Am Stamm ein rechtsgeneigter Schild mit dem Mainzer Rad (Buchen/Odw.)
Bewurzelte Buche mit schwarzem Stamm und grünen Blättern (Büchen)
Auf grünem Schildfuß eine grüne Buche mit schwarzem Stamm (Büchig/Landkreis Karlsruhe)
Unbelaubte schwarze Buche auf einem Dreiberg (Dürrenbüchig)
In Faoug VD ist es in mehrfacher Hinsicht redend
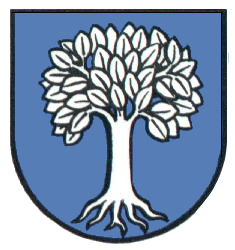
Bewurzelte silberne Buche (Vorderweißbuch)
Bukovec
Bukowetz
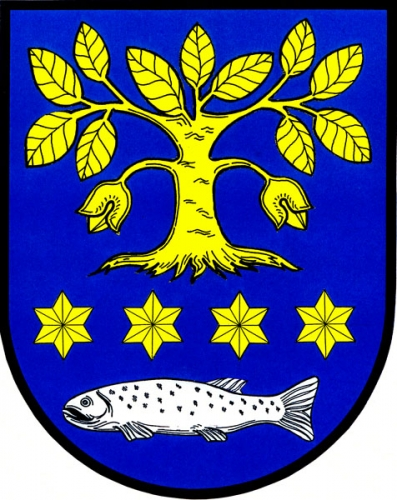
Jungbuch
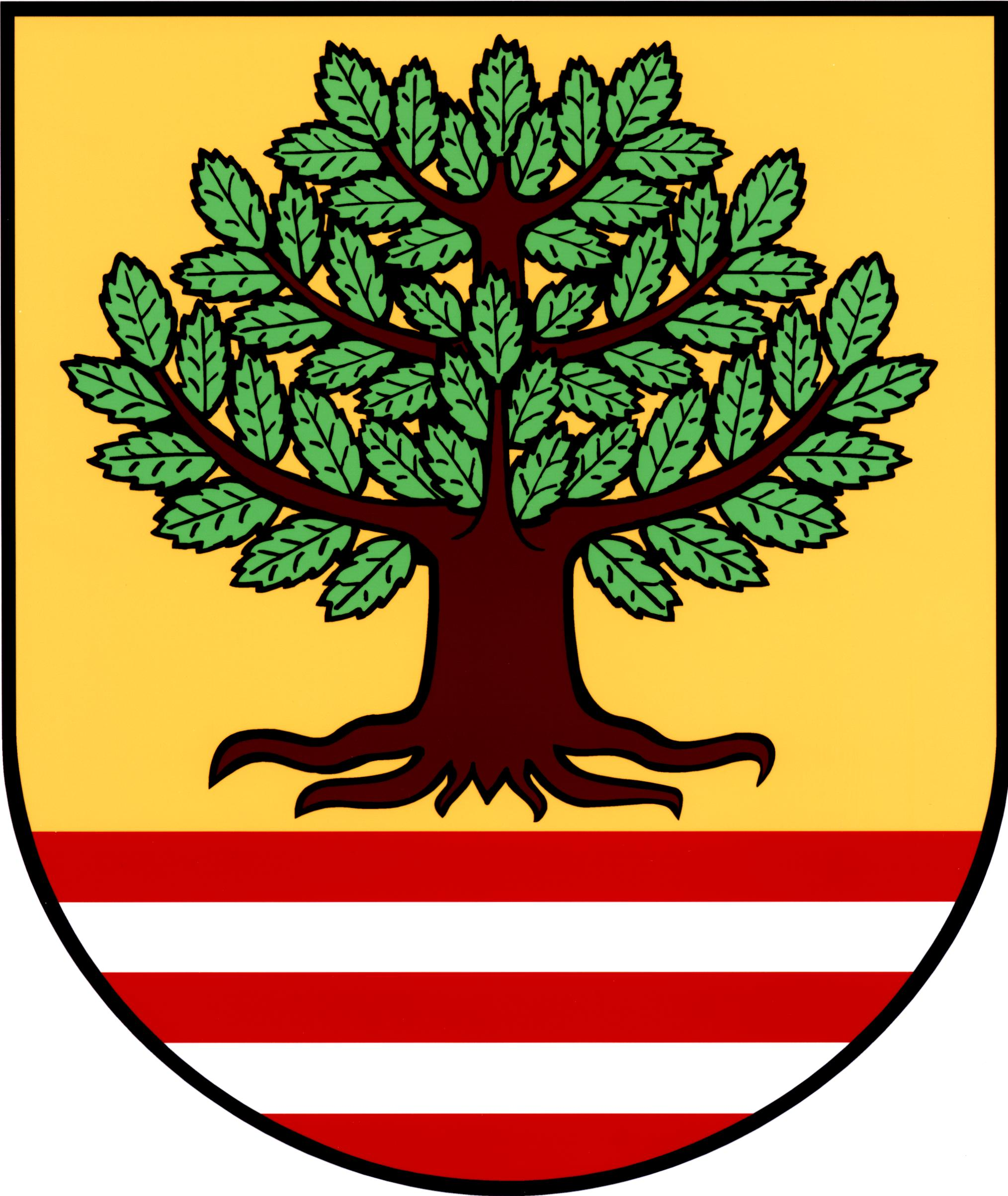
Oberbukowin
Schönenbuch